# Brando (Alta Córsega)
Brando é uma comuna francesa na região administrativa de Córsega, no departamento da Alta Córsega. Estende-se por uma área de 22,22 km². 